# Schloss Zusmarshausen

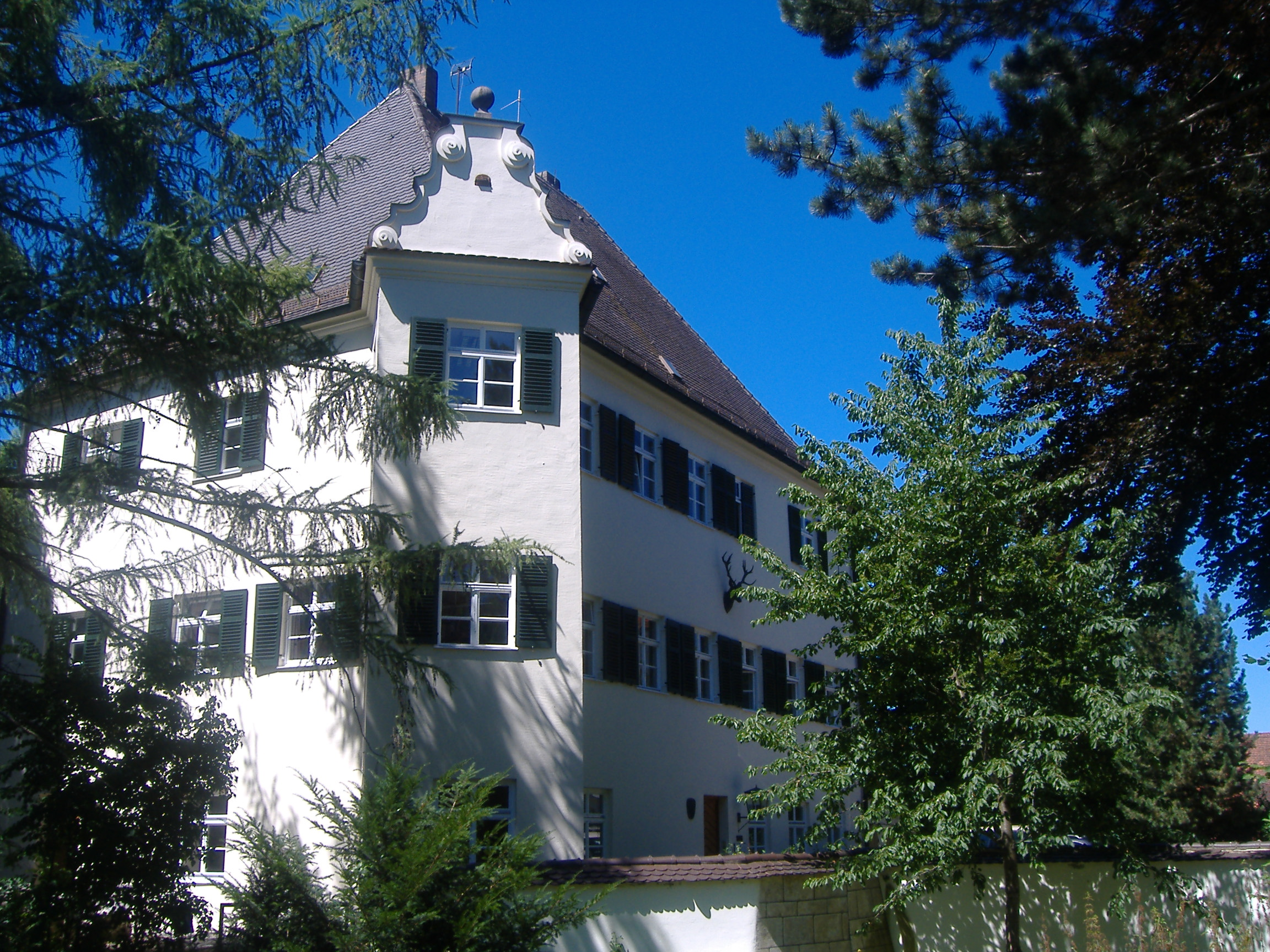
Stiftschloss Zusmarshausen

Schloss Zusmarshausen liegt in Zusmarshausen im Landkreis Augsburg, rund 23 Kilometer westlich von Augsburg. Es ist ein dreigeschossiges Gebäude mit hohem Walmdach und befindet sich am Südende des Ortes.

## Geschichte
Die Geschichte des Schlosses ist eng mit den Bischöfen von Augsburg verbunden. Das Gebäude wurde 1505 von Fürstbischof Heinrich IV. von Lichtenau als Sitz des bischöflichen Pflegamtes erbaut. Im Laufe der Jahre wurde das Schloss, das bis zur Säkularisation im Besitz des Hochstifts Augsburg war, mehrmals umgebaut und um  Nebengebäude erweitert. Insgesamt wechselten elf Bischöfe als Schlossherren. Nach 1803 diente es zunächst als Wohnung für den Landrichter und wurde später Sitz des Bezirksamtes Zusmarshausen. Ab 1931 war das Forstamt Zusmarshausen im Schloss einquartiert. Gegenwärtig beherbergt es den Forstbetrieb Zusmarshausen der Bayerischen Staatsforsten.